# Kościół św. Jana Chrzciciela w Nowym Dworze
Kościół pw. Świętego Jana Chrzciciela w Nowym Dworze – rzymskokatolicki kościół parafialny we wsi Nowy Dwór w województwie podlaskim. Należy do dekanatu Dąbrowa Białostocka archidiecezji białostockiej.

## Historia
Kościół ufundował król Aleksander Jagiellończyk w 1547 roku. Pierwotnie został wzniesiony w stylu późnogotyckim. 
Obecna świątynia składa się ze starszych murowanych części: prezbiterium, pierwszej zakrystii, powstałych zapewne w XVI wieku, kaplicy Przemienienia Pańskiego powstałej na początku XVII wieku oraz nowszych: korpusu głównego razem z dwiema wieżami, powstałych w latach 1877-1878 i drugiej zakrystii wzniesionej w latach dwudziestych ubiegłego stulecia. Przebudowana i powiększona świątynia miała 30 metrów długości i 15 metrów szerokości. Zapewne kierownikiem prac budowlanych był Kazimierz Eynarowicz, właściciel majątku Kudrawka. 

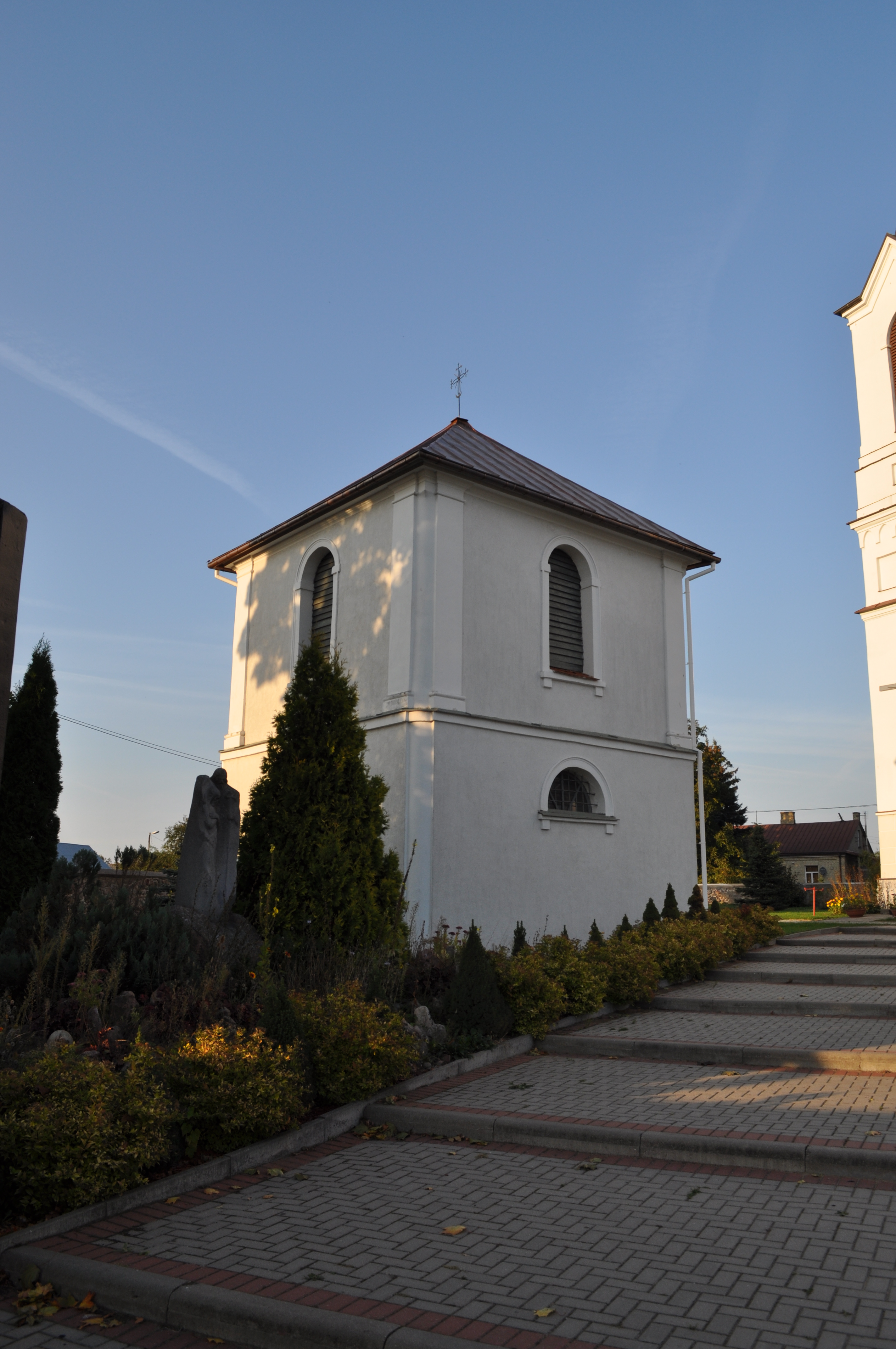
Dzwonnica

W latach dwudziestych XX wieku ksiądz proboszcz Józef Lipiński odremontował świątynię po uszkodzeniach z okresu pierwszej wojny światowej, Dzięki jego staraniom zostały ufundowane trzy nowe dzwony do kościoła przez rodziny Łajkowskich i Tomaszewskich.